# 佐竹義藤
佐竹 義藤（さたけ よしふじ、生年不詳 - 明応元年（1492年））は、戦国時代（室町時代後期）の武将。常陸国に勢力を持つ佐竹氏の一門。

## 生涯
佐竹義真の次男。父の後継として、兄の義顕を差し置いて山入氏を継いだ。
延徳2年（1490年）に宗家当主の義治が病死し、子の義舜が後継となった。義藤とその子の氏義は義舜が若年であることに付け入り、反宗家側であった佐竹氏庶流の長倉義久・宇留野義公（義舜の叔父）らと結んで挙兵した。義舜はこれに敵わず、本拠地太田城から母の実家である大山氏を頼って孫根城に逃亡した。義藤は宿願であった太田城の奪取に成功し、山入氏の勢威は頂点に達した。
それから2年後の明応元年（1492年）に病死し、氏義が継いだ。

## 参考資料
- 冨山章一『奥七郡から出発: 茨城・常陸佐竹氏の軌跡』学研プラス、2017年4月28日。ASIN B071RL7KLT。ISBN 978-4292001273。